# گوئی لون-می
گوئی لون-مِـی (انگلیسی: Gwei Lun-Mei; چینی ساده: 桂纶镁; چینی سنتی: 桂綸鎂; پین‌یین: Guì Lúnměi؛ زادهٔ ۲۵ دسامبر ۱۹۸۳) هنرپیشه اهل تایوان است.
از فیلم‌هایی که وی در آن نقش داشته است، می‌توان به مخفی، پرواز شمشیرهای دروازه اژدها و زغال‌سنگ سیاه، یخ نازک اشاره کرد.

## فیلم
| سال  | نام                         | نقش        |
| ---- | --------------------------- | ---------- |
| 2007 | مخفی                        | هو سیائویو |
| 2008 | همه چیز درباره زنان         | تیه لینگ   |
| 2008 | پارکینگ                     | همسر       |
| 2010 | اقیانوس بهشت                | لینگ لینگ  |
| 2011 | پرواز شمشیرهای دروازه اژدها | بورودو     |
| 2014 | زغال‌سنگ سیاه، یخ نازک       | وو جیجن    |
| 2019 | دریاچه غاز وحشی             | لیو آی آی  |